# Icosta ardeae
Icosta ardeae är en tvåvingeart som först beskrevs av Pierre Justin Marie Macquart 1835.
Icosta ardeae ingår i släktet Icosta och familjen lusflugor. Arten är reproducerande i Sverige.